# The Lying Game
The Lying Game é uma série americana de suspense e drama produzida pela Warner e pela ABC Family. O show é baseado em uma série de livros de Sara Shepard. A série estreou em 15 de agosto de 2011. No Brasil a série teve sua pré-estreia no dia 22 de Julho de 2012, pelo canal Boomerang. A estreia oficial foi em 29 de agosto de 2012. O canal Glitz* também exibe a série desde 9 de Agosto de 2013.
A segunda temporada estreou no dia 8 de Janeiro de 2013 nos EUA, atraindo um público de 1,55 milhões de pessoa. A atriz Charisma Carpenter foi promovida como membro principal do elenco apos ter um grande papel na Season Finale da primeira Temporada. Em 15 de julho de 2013, a série foi cancelada pela ABC Family.
Na TV Aberta, foi exibida pelo SBT nas madrugadas de quinta para sexta de 12 de setembro de 2013 a 3 de abril de 2014. Ainda em 2014, a série foi exibida para a Rede Fuso durante o Horário de Verão, de segunda a sábado, no horário nobre. Foi reprisada novamente em 9 de janeiro de 2015 nas madrugadas de sexta para sábado, sendo depois substituída por Southland.

## Sinopse
Filmada em Austin, mas passada em Scottsdale, Arizona, uma garota adotada que descobre que tem uma irmã gêmea idêntica, Sutton (também interpretada por Alexandra). As meninas foram separadas no nascimento, com Sutton sendo adotada por pais ricos e aparentemente vivendo uma vida ideal. No episódio piloto, Sutton fala á Emma para elas trocarem de vida por alguns dias enquanto ela persegue informações sobre sua mãe biológica em Los Angeles. Inicialmente animada para fazer este favor para sua irmã, Emma logo descobre que Sutton tem muitos segredos escondidos. Agora Emma deve continuar a fingir ser Sutton como Sutton prossegue sua busca por sua mãe biológica. Quando Sutton recupera sua identidade e o destino de Emma é desconhecido, as gêmeas, junto com alguns de seus amigos mais próximos, tentam descobrir e resolver os segredos das pessoas ao seu redor.

## Elenco (contém spoiler)

### Principal
| Atror/Atriz         | Personagem                           | Descrição |
| ------------------- | ------------------------------------ | --- |
| Alexandra Chando    | Emma Becker e Sutton Penelope Mercer | Sutton foi adotada por uma família rica enquanto sua irmã gêmea idêntica, Emma ficou em sistema de adoção e cresceu como uma criança adotiva. É revelado que Rebecca é a mãe delas e que Sutton sabia o tempo todo sobre ela ser sua mãe                                                                                        |
| Allie Gonino        | Laurel Mercer                        | Irmã adotiva de Sutton e filha biológica dos Mercers. |
| Blair Redford       | Ethan Whitehorse                     | Namorado secreto de Sutton, mas rapidamente se apaixona por Emma depois de perceber que Sutton tinha vergonha de seu relacionamento com ele. Ele estava namorando Emma, mas acabou traindo-a com Sutton, quando ela o seduz causando Emma a terminar com ele.                                                                   |
| Andy Buckley        | Ted Mercer                           | Pai adotivo de Sutton e pai biológico de Laurel. Ele conheceu Annie e Rebecca quando adolescente. Ele é próximo de Alec e os dois são vistos frequentemente tramando juntos, a respeito de Annie, Rebecca, e os segredos de seu passado. Na segunda temporada descobre-se que Ted é pai biológico de Sutton e Emma com Rebecca. |
| Helen Slater        | Kristin Mercer                       | Mãe adotiva de Sutton e mãe biológica de Laurel. Kristin é alheia a história genealógica de Sutton e só vagamente se lembra de Annie da escola. Ela se torna boa amiga de Rebecca quando Rebecca volta para a cidade, embora ela esteja desconfiada do passado dela com seu marido, Ted.                                        |
| Kirsten Prout       | Charlotte Chamberlin                 | Uma das melhores amigas de Sutton. Ela é filha de Phyllis Chamberlin e sobrinha de Rebecca Sewell. No episódio "When We Dead Awaken", Char se muda para viver com seu pai na Flórida, e seu personagem é temporariamente afastado do show. É revelado que ela é prima de Sutton e Emma, pois Rebecca é mãe delas.               |
| Alice Greczyn       | Madeline Rybak                       | Conhecida como Mads. Uma das melhores amigas de Sutton. Ela é filha de Alec Rybak e irmã mais nova de Thayer. Ela termina sua amizade com Sutton depois de descobrir que ela deu em cima do seu namorado e se torna amiga de Emma.                                                                                              |
| Sharon Pierre Louis | Nisha Randall                        | Rival de Sutton. Ela frequenta Arroyo High e está no mesmo grau que Sutton, Char, e Mads. Ela também é uma jogadora de tênis competitiva, como Sutton. Apesar de ser um personagem principal nos primeiros dez episódios, Nisha estava ausente na maior parte desse tempo.                                                      |
| Christian Alexander | Thayer Rybak                         | Irmão de Madeline e filho de Alec Rybak. Ele tem sentimentos por Sutton desde a infância e se envolve com ela durante seu tempo em Los Angeles, que leva o rompimento dela e de Ethan. Quando ele percebe que Sutton não queria que ele, ele deixa Los Angeles e encontra-se com Emma. Ele a ajudou também.                     |

### Recorrente
- Adrian Pasdar como Alec Rybak, o pai de Madeline e Thayer Rybak. Ele é o aliado mais próximo de Ted. Ele também tem uma história com Rebecca e eles agora estão casados. Sua ex-esposa Caroline já foi mencionada, embora ninguém saiba o que aconteceu com ela. No final da primeira temporada, ele é preso pelo assassinato de Derek Rogers.
- Charisma Carpenter como Annie "Rebecca" Sewell, irmã distante de Phyllis e tia de Char, que tinha deixado Phoenix há muitos anos. Ela começou a usar seu nome do meio, "Rebecca", logo que saiu da cidade. Diz-se saber muitos dos segredos de Alec e Ted do passado que eles preferem manter escondido. A partir do final da primeira temporada, ela é casada com Alec. Ele revelou que Rebecca é na verdade a mãe das gêmeas e tem estado em contato com Sutton por algum tempo.
- Randy Wayne como Justin Miller, ex-namorado de Laurel. Mais tarde, ele termina com Laurel sem dar-lhe uma explicação, embora ela desconfie que seu pai tenha algo a ver com isso. No episódio 13, é revelado que sua mãe morreu durante uma operação devido ao descuido de Ted.
- Tyler Christopher como Dan Whitehorse, um policial e irmão mais velho de Ethan, com quem ele vive em um trailer. Ele trabalhava para Alec, mas agora é contra ele depois de Alec querer que Ethan fosse considerado culpado de assassinato.
- Ben Elliott como Derek Rogers, cúmplice de Alec e ex-namorado de Charlotte. Ele foi contratado por Alec para obter informações sobre Sutton e terminou namorando Char a quem desenvolveu sentimentos reais. Ele também foi o único que estava no carro de Sutton, na noite que ela tinha o conduzido em um lago. Ele é encontrado morto na manhã depois de Ethan e Sutton interrogá-lo sobre o que tinha acontecido.
- Rick Malambri como Eduardo Diaz, professor de ballet de Mads e Char que teve um caso secreto com Mads. Quando Alec soube do boato sobre sua filha e Eduardo, e que Eduardo estivera em sua casa, ele paga Eduardo para sair da cidade. Ele entrou em um acidente e foi transferido para um novo hospital depois que ele entrou em coma e não foi visto desde então, para grande tristeza Mads.
- Mitch Ryan é Luke Coburn, ex-namorado de Sutton.
- Sydney Barrosse é Phyllis Chamberlin, Mãe de Charlotte.
- Kenneth Miller é Travis Boyle, Irmão adotivo de Emma.
- Stacy Edwards é Annie Hobbs.
- Debrianna Mansini como Clarice Boyle, Mãe adotiva de Emma.

## Dublagem
- Estúdio: Wan Macher
- Mídia: TV Paga (Boomerang/ Glitz*)/ TV Aberta (SBT)
- Direção: Sheila Dorfman

| Personagem                 | Dublagem         | Dublagem          |                  |
| Elenco Principal           | Elenco Principal | Elenco Principal  | Elenco Principal |
| -------------------------- | ---------------- | ----------------- | ---------------- |
| Emma Becker/ Sutton Mercer | Alexandra Chando | Carina Eiras      |                  |
| Ted Mercer                 | Andy Buckley     | Hércules Fernando |                  |
| Laurel Mercer              | Allie Gonino     | Bruna Laynes      |                  |

## Recepção

### Crítica
TV Fanatic, Leigh Raines, classificou o episódio piloto de cinco estrelas. Ela disse: "Se a marca de um bom show é quando ele deixa você querendo mais,The Lying Game definitivamente atingiu esse objetivo." Melody Simpson de Buzz Focus, também analisou o piloto e afirmou: "Apesar que isso não é exatamente uma série para assistir com toda a família, o público mais velho certamente irá apreciar esta série tanto quanto o público mais jovem."

### Classificações
O episódio piloto marcou um 0,5 adultos 18-49 classificação e 1,39 milhões de telespectadores. O segundo episódio marcou outro 0,5 adultos 18-49 classificações estáveis em relação ao episódio piloto, mas um aumento de 84.000 espectadores para 1,47 milhões. Os episódios 13 e 14 da série atingiram recorde da série com 0,7 em adultos 18-49.